# Musée Groesbeeck de Croix

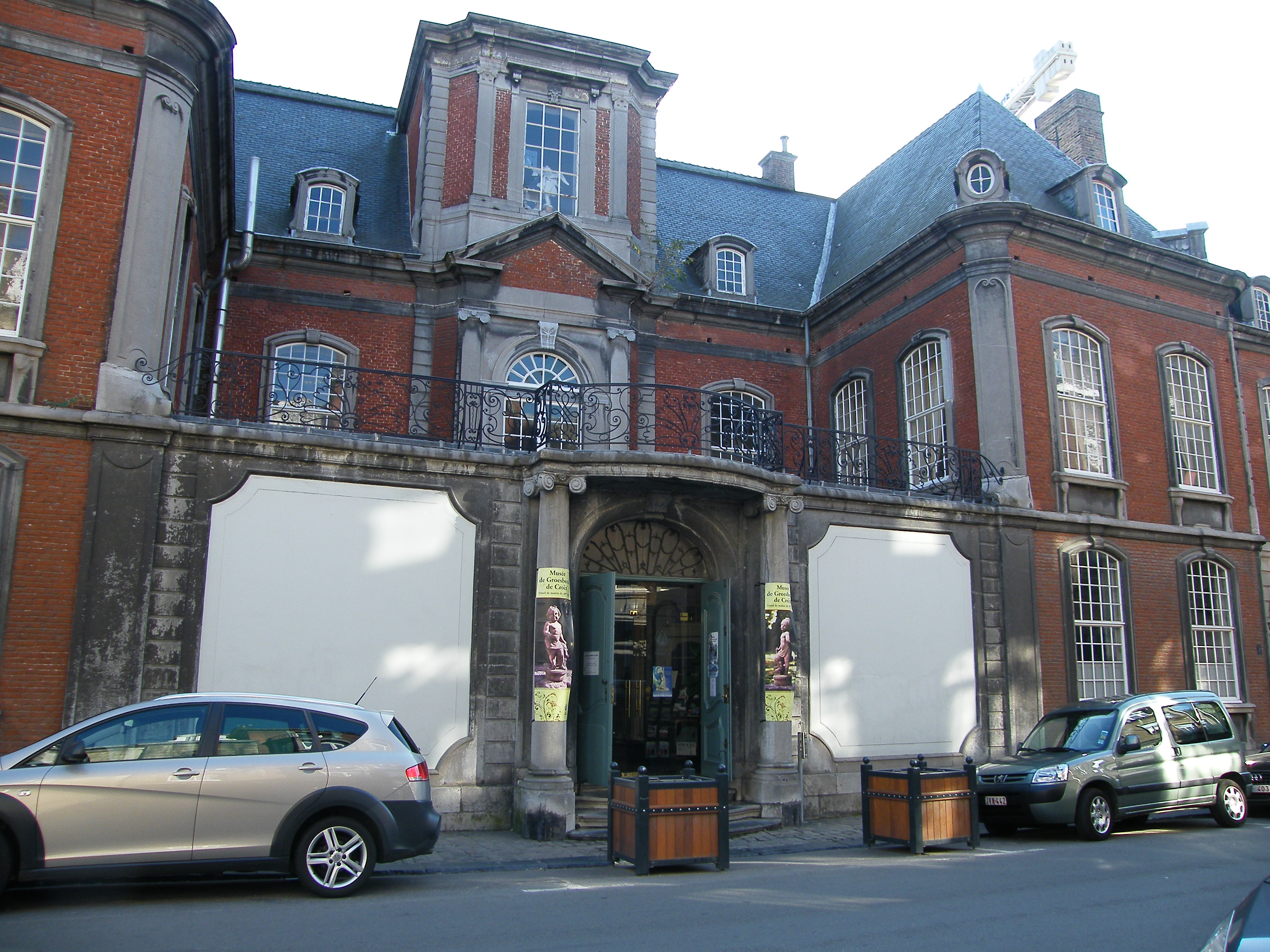
Musée Groesbeeck de Croix

Het Musée Groesbeeck de Croix is een museum in de Belgische stad Namen.
Het 18e-eeuwse herenhuis met tuin is gerestaureerd in Lodewijk XV-stijl en vormt nu de achtergrond voor een collectie schilderijen, beelden, antieke meubels, wandtapijten, edelsmeedwerk, klokken en kunstobjecten.
De collectie omvat de Zilveren koffiekan uit de Onze-Lieve-Vrouweabdij van Leffe, de Collectie zwarte terracotta's en het schilderij Beleg van de stad en het kasteel van Dinant in mei 1675. Het museum werd gerenoveerd en samengevoegd met het voormalige archeologische museum op de museumsite Les Bateliers Musée Archéologique et des Arts Décoratifs .